# Stefan Nowak (Soziologe)
Stefan Nowak (* 21. Oktober 1924 [gemäß Geburtsschein 2. Januar 1925] in Warschau; † 6. September 1989 ebenda) war ein polnischer Soziologe und Professor der Universität Warschau.

## Leben und akademische Karriere
Bis zum Kriegsausbruch besuchte er das Reytan-Lyzeum in Warschau. 1946–1951 studierte er Soziologie an der Universität Warschau, wobei er bei Stanisław Ossowski hörte. Er war ein Pionier der Verwendung von Umfragen in der polnischen Soziologie.
1958 promovierte er an der Philosophischen Fakultät der Universität Warschau mit der Arbeit Prawa ogólne, zdania historyczne i wyjaśnienia przyczynowe w socjologii, 1962 habilitierte er sich mit der Arbeit Struktura, geneza i dynamika ideologii społecznej studentów Warszawy. 1983 wurde er Mitglied der American Academy of Arts and Sciences, 1985 korrespondierendes Mitglied der British Academy, 1987 ordentlicher Professor, 1989 Mitglied der Polnischen Akademie der Wissenschaften. 1976 bis 1983 saß er der Polnischen Soziologischen Gesellschaft vor.
Stefan Nowak betreute unter anderen die Dissertationen der ihrerseits bedeutenden Soziologen Antoni Sułek und Ireneusz Krzemiński.

## Werke
- Metodologia badań socjologicznych. 1970.
- als Hrsg.: Teorie postaw. 1973.
- Metodologia badań społecznych. 1985, ISBN 83-01-14999-X.
- als Hrsg.: Ciągłość i zmiana tradycji kulturowej. 1989.